# Figulus striatus
Figulus striatus – gatunek chrząszcza z rodziny jelonkowatych i plemienia Figulini.

## Opis
Ciało czarne, błyszczące. Żuwaczki z jednym zębem u wierzchołka. Czoło wklęsłe, punktowane. Pokrywy z podłużnymi, punktowanymi rowkami, błyszczące. Przedni brzeg ud z 7 ząbkami.

## Biologia
Chrząszcz ten jest saproksylofagiem. Odżywia się butwiejącym drewnem Paraserianthes falcataria z rodziny bobowatych.

## Występowanie
Gatunek ten występuje na Madagaskarze, Mauritiusie, Komorach, Reunion i Seszelach.